# Quintus Mucius Scaevola (Pontifex)
Quintus Mucius Scaevola (* um 140 v. Chr.; † 82 v. Chr. in Rom) war ein römischer Politiker und Jurist.
Der Sohn des Konsuln des Jahres 133 v. Chr., Publius Mucius Scaevola, war nach dem Volkstribunat 106 v. Chr. im Jahre 95 v. Chr. selbst Konsul, im Jahr darauf Prokonsul der Provinz Asia, die er so vorbildlich verwaltete, dass die Provinzbewohner ihm zu Ehren das Fest der Moukieia (in lateinischen Quellen Mucia) einrichteten, er sich aber zugleich die Feindschaft der ritterlichen Steuerpächter zuzog, die schließlich zu seiner Ermordung führte. Im Jahr 89 v. Chr. wurde er Pontifex Maximus.
Als Konsul brachte Scaevola mit seinem Amtskollegen Lucius Licinius Crassus die Lex Licinia Mucia über die Ausweisung von Nichtbürgern ein. Er verfasste als erster Vertreter der republikanischen Rechtsliteratur ein systematisches Handbuch, das er nach Gattungen und Unterarten gegliedert hatte, die erste Gesamtdarstellung über das bürgerliche ius civile, die Iuris civilis libri. Von den achtzehn Büchern sind lediglich Auszüge in den spätantiken Digesten überliefert. Von den Büchern profitierten später die klassischen Rechtsgelehrten (prudentes), die bis Mitte des 2. Jahrhunderts umfangreiche Kommentare dazu verfassten und noch bis ins 3. Jahrhundert Erkenntnisse daraus zogen. Quintus Mucius Scaevola gehörte neben seinem gleichnamigen älteren Verwandten zu den Lehrern Ciceros.
Im Jahr 93 v. Chr. verlor Scaevola einen Erbschaftsprozess (causa Curiana), in dem der siegreiche Anwalt der Gegenseite sein früherer Amtskollege L. Licinius Crassus war. Crassus argumentierte für eine freie Testamentsauslegung, während Scaevola die Position formaler Strenge vertrat.
Scaevola war der bekannteste und gleichzeitig letzte Vertreter einer ganzheitlichen Rechtskompetenz, bestehend aus rechtlicher (iuris prudentia) und priesterlicher Wissenschaft.